# 新街街道 (洪江管理区)
新街街道，是中华人民共和国湖南省怀化市洪江市下辖的一个街道，由怀化市直辖的洪江管理区实际管辖。

## 行政区划
新街街道下辖以下地区：
歌诗坡社区、田湾社区、冒天井社区、二凉亭社区和带子街社区。